# Manhattan Mayhem IV
Manhattan Mayhem IV est un évènement de catch produit par la Ring of Honor (ROH), qui était disponible uniquement en ligne. Le show se déroula le 19 mars 2011 au Manhattan Center à Manhattan, dans l'état de New York. Cet évènement se déroule tous les 2 ans depuis 2005. C'était le 4e Manhattan Mayhem de l'histoire de la ROH.

## Contexte
Les spectacles de la Ring of Honor en paiement à la séance sont constitués de matchs aux résultats prédéterminés par les scénaristes de la ROH. Ces rencontres sont justifiées par des storylines - une rivalité avec un catcheur, la plupart du temps - ou par des qualifications survenues au cours de shows précédant l'évènement. Tous les catcheurs possèdent un gimmick, c'est-à-dire qu'ils incarnent un personnage face (gentil) ou heel (méchant), qui évolue au fil des rencontres. Un pay-per-view comme Manhattan Mayhem est donc un événement tournant pour les différentes storylines en cours.

## Résultats
| #                                                                | Matchs,                                                                                                | Stipulation                                 | Durée |
| ---------------------------------------------------------------- | --- | ------------------------------------------- | ----- |
| 1                                                                | Future Shock (Adam Cole & Kyle O'Reilly) battent The House of Truth (Michael Elgin & Mike Mondo)       | Tag Team match                              | 12:22 |
| 2                                                                | Tommaso Ciampa (avec le clan The Embassy) bat Grizzly Redwood                                          | Match simple                                | 7:53  |
| 3                                                                | Michael Bennett (avec Bob Evans) bat Steve Corino                                                      | Match simple                                | 9:37  |
| 4                                                                | The All-Night Express (Kenny King & Rhett Titus) battent Briscoe Brothers (Jay Briscoe & Mark Briscoe) | Tag Team match                              | 14:03 |
| 5                                                                | El Generico bat TJ Perkins                                                                             | Match simple                                | 7:30  |
| 6                                                                | Kings of Wrestling (Claudio Castagnoli & Chris Hero) battent The Notorious 187 (Hernandez & Homicide)  | Tag Team match                              | 17:12 |
| 7                                                                | Davey Richards bat Christopher Daniels                                                                 | Pure Wrestling match                        | 21:46 |
| 8                                                                | Eddie Edwards bat Roderick Strong (c)                                                                  | Match simple pour le ROH World Championship | 25:35 |
| (c) désigne le(s) champion(s) défendant son titre dans le match. | |                                             |       |